# Gressvik
Gressvik är en kyrkby i Fredrikstads kommun i Østfold fylke i sydöstra Norge. Orten ligger vid fylkesväg 117, vid sidan av riksväg 110, väster om staden Fredrikstad. Den räknas som en del av tätorten Fredrikstad/Sarpsborg. Här finns Gressviks kyrka.
Tidigare har orten utgjort centralort i dåvarande Onsøy kommun.